# Yousra Zeboudj
Yousra Zeboudj, née le 22 janvier 2002, est une escrimeuse algérienne.

## Carrière
Yousra Zeboudj est médaillée de bronze en épée par équipes aux Championnats d'Afrique d'escrime 2016 à Alger, aux Championnats d'Afrique d'escrime 2018 à Tunis, aux Championnats d'Afrique d'escrime 2022 à Casablanca. Aux Championnats d'Afrique d'escrime 2023 au Caire, elle est médaillée d'argent en fleuret par équipes et médaillée de bronze en épée par équipes.

## Famille
Elle est la sœur de l'escrimeuse Sonia Zeboudj.